# Ondřej Štěpánek
Ondřej Štěpánek (Brandýs nad Labem-Stará Boleslav, 28 de novembro de 1979) é um canoísta de slalom checo na modalidade de canoagem.

## Carreira
Foi vencedor das medalhas de prata e bronze em slalom C-2 em Pequim 2008 e Atenas 2004, junto com o seu colega de equipa Jaroslav Volf.